# Grande-Bretagne aux Jeux olympiques d'été de 1968
La Grande-Bretagne participe aux Jeux olympiques d'été de 1968 à Mexico. Elle y remporte treize médailles : cinq en or, cinq en argent et trois en bronze, se situant à la treizième place des nations au tableau des médailles. La délégation britannique regroupe 225 sportifs.